# Guaram III.
Guaram III. (georgisch: გუარამ III) aus der Dynastie der Guaramiden war von vor 693 bis ca. 748 ein regierender Fürst-Princeps von Iberien (Kartli, Ostgeorgien).

## Herkunft
Sein Vater (Großvater) war Guaram II., 684 – 693 Fürst-Princeps von Iberien.

## Herrschaft
Guaram III. erhielt den byzantinischen Titel eines Kuropalaten und muss somit kurz vor 693, bevor das wiedererstarkte Umayyaden-Kalifat die Byzantiner aus der Kaukasusregion verdrängte die Herrschaft in Iberien übernommen haben.
Bis Ende des 7. Jahrhunderts konnten die Araber Iberien wieder unter ihre Kontrolle bringen. Guaram III. musste die Oberherrschaft der Umayyaden-Kalifen in Damaskus anerkennen.
In der Folgezeit kam es häufig zu Aufständen, die aber von den Arabern niedergehalten werden konnten. Als in den 730er Jahren, nach einem Sieg der Chasaren gegen die Umayyaden-Kalifen, ein Aufstand losbrach, schickten die Araber Marwan ibn Muhammad, den die Georgier „den Tauben“ nannten. Er sollte die Iberier bestrafen und richtete große Verwüstungen in Georgien an. 737 unternahmen die Araber einen letzten Vorstoß nördlich des Kaukasus, um sich an den Chasaren zu rächen. Die Araber stellten in Iberien einen Emir an die Spitze des Landes, Guaram III. blieb weiter im Amt, verlor jedoch an Macht.

## Familie
Guaram III. hatte einen Sohn, Guaram IV., und zwei Töchter, von denen eine den Chosroiden-Prinzen Archil, Fürst der ostgeorgischen Region Kachetien und die andere den Bagratiden-Prinzen Vasak heiratete. Sein Sohn Guaram war mit einer nersianidischen Prinzessin, Tochter von Adarnase III. Fürst-Princeps von Iberien (748–760), verheiratet und Vater von Stephan III., Fürst von Iberien 779–786.